# Нанда (Південна Дакота)
Нанда (англ. Nunda) — місто (англ. town) в США, в окрузі Лейк штату Південна Дакота. Населення — 43 особи (2010).

## Географія
Нанда розташована за координатами 44°9′35″ пн. ш. 97°1′10″ зх. д. / 44.15972° пн. ш. 97.01944° зх. д. (44.159852, -97.019394).  За даними Бюро перепису населення США в 2010 році місто мало площу 2,61 км², уся площа — суходіл.

## Демографія
Згідно з переписом 2010 року, у місті мешкали 43 особи в 21 домогосподарстві у складі 15 родин. Густота населення становила 16 осіб/км².  Було 24 помешкання (9/км²).
Расовий склад населення:
| - 100,0 % — білих |

До двох чи більше рас належало 0,0 %. Частка іспаномовних становила 0,0 % від усіх жителів.
За віковим діапазоном населення розподілялося таким чином: 20,9 % — особи молодші 18 років, 51,2 % — особи у віці 18—64 років, 27,9 % — особи у віці 65 років та старші. Медіана віку мешканця становила 52,8 року. На 100 осіб жіночої статі у місті припадало 104,8 чоловіків;  на 100 жінок у віці від 18 років та старших — 112,5 чоловіків також старших 18 років.
За межею бідності перебувало 15,6 % осіб, у тому числі 40,0 % дітей у віці до 18 років та 0,0 % осіб у віці 65 років та старших.
Цивільне працевлаштоване населення становило 24 особи. Основні галузі зайнятості: транспорт — 33,3 %, роздрібна торгівля — 12,5 %, фінанси, страхування та нерухомість — 12,5 %.